# Unión General de Trabajadores
Powszechny Związek Robotników (Unión General de Trabajadores, UGT) – jeden z najstarszych hiszpańskich związków zawodowych. Początkowo klasycznie marksistowski, z czasem określił się jako bliski socjaldemokracji.
UGT założył Pablo Iglesias 12 sierpnia 1888 w Barcelonie. Odbywała się tam Wystawa światowa, do przygotowania której zatrudniono tysiące ludzi. Praca na niekorzystnych warunkach stworzyła potrzebę zorganizowania pracowników w celu obrony ich interesów.
Do XIV Kongresu UGT w 1920 nie uznawano walki klas za jedną z głównych zasad programu związku. Choć nigdy nie doszło do połączenia związku z PSOE, od początku UGT współpracował z PSOE, a w latach 80. rozważano połączenie tych organizacji.

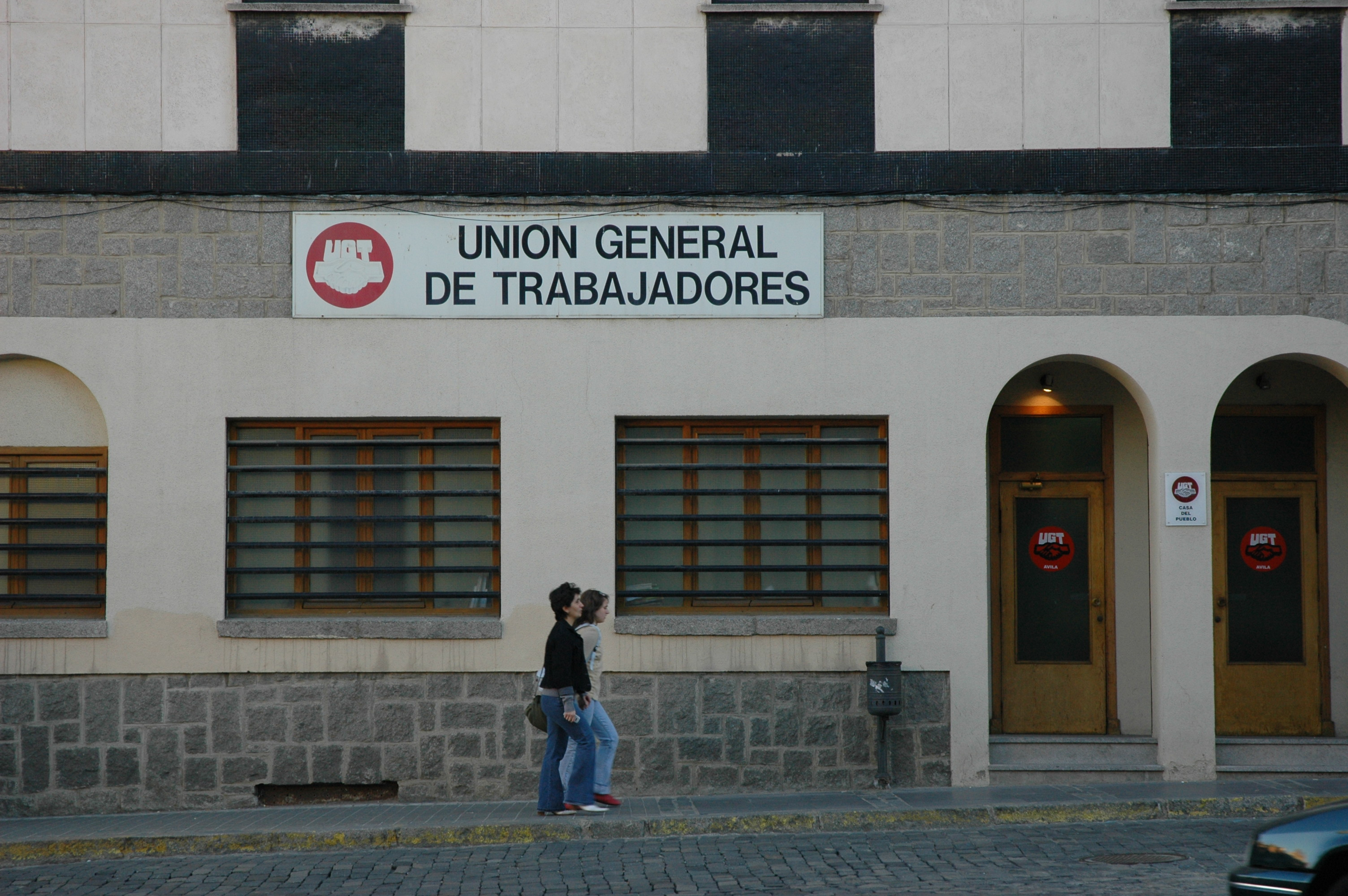
Siedziba UGT w Ávili

Podczas I wojny światowej w UGT planowano połączenie działań z anarchosyndykalistami z CNT i komunistami. W 1923, gdy CNT kategorycznie sprzeciwił się zamachowi stanu i dyktaturze Miguela Primo de Rivery, za co zostało zdelegalizowane, UGT pozostało bierne, więc mogło kontynuować legalną działalność.
W czasach II Republiki nastąpił wzrost znaczenia UGT, którego liczba członków przekroczyła milion. Sytuację tę wykorzystało jej radykalne skrzydło pod przewodnictwem Largo Caballero, by wesprzeć strajk, który doprowadził do zbrojnego wystąpienia przeciw rządowi republikańskiemu. Rewolucja 1934 roku i wzrost przemocy były zapowiedzią przyszłej wojny domowej 1936 roku, podczas której pogłębiły się podziały wewnętrzne, które spowodowały odejście Largo Caballero z Generalnego Sekretariatu związku w roku 1937. Po zwycięstwie Franco i delegalizacji związku UGT praktycznie przestał istnieć. W latach 1988, 1992, 1994, 2002 UGT razem z Komisjami Robotniczymi (Comisiones Obreras) zorganizował strajki generalne zajmując drugą pozycję wśród central związkowych co do liczby delegatów. Od czasów przemian demokratycznych do 1994 r. Sekretarzem generalnym UGT był słynny związkowiec Nicolás Redondo, a następnie Cándido Méndez powtórnie wybierany w latach 1995, 1998, 2002 i 2005.